# باري تورنر (لاعب كرة قدم أمريكية)
باري تورنر (بالإنجليزية: Barry Turner)‏ هو لاعب كرة قدم أمريكية أمريكي، ولد في 7 يناير 1987 في ناشفيل في الولايات المتحدة.

## وصلات خارجية
- باري تورنر على موقع مرجع كرة القدم المحترفة.كوم (الإنجليزية)